# Steno
Steno, pseudonimo di Stefano Vanzina (Roma, 19 gennaio 1917 – Roma, 13 marzo 1988), è stato un regista, sceneggiatore e vignettista italiano.

## Biografia

Guardie e ladri (1951) con Totò e Aldo Fabrizi, film che consolidò la collaborazione tra Steno e Mario Monicelli

Figlio di Alberto Vanzina, un giornalista piemontese del Corriere della Sera emigrato molto giovane in Argentina per fondare un giornale italiano, e di Giulia Boggio, una ragazza conosciuta dal padre su un transatlantico durante uno dei suoi viaggi. A soli tre anni rimase orfano del padre con la famiglia che versava in gravi difficoltà economiche. Completò gli studi liceali e si iscrisse alla facoltà di giurisprudenza non terminando gli studi universitari.
Diplomatosi scenografo all'Accademia di Belle Arti, verso la metà degli anni Trenta entrò al Centro sperimentale di cinematografia e iniziò a disegnare caricature, vignette e articoli umoristici adottando lo pseudonimo di Steno (che utilizzerà anche al cinema tranne in due occasioni nelle quali si firmò con il suo vero nome) in omaggio ai romanzi di Flavia Steno, dapprima alla Tribuna Illustrata, quindi entrando nella redazione del celebre giornale umoristico Marc'Aurelio, fucina di nomi in seguito importanti come Marcello Marchesi e Federico Fellini, dove rimase per cinque anni, scrivendo nel medesimo tempo anche copioni radiofonici e testi per il teatro di avanspettacolo. Dopo l'8 settembre 1943, si rifugiò a Napoli insieme a Leo Longanesi, Mario Soldati e al pugile Enzo Fiermonte.

Steno intervistato in una puntata del programma televisivo Mixer cultura nel 1987

Nella seconda metà degli anni Quaranta, le porte del cinema si aprirono a Steno grazie a Mario Mattoli che lo vuole come sceneggiatore, gagman e spesso aiuto regista in molti suoi film, scrivendo copioni anche per Simonelli, Bragaglia, Freda e Borghesio, oltre ad apparire come attore in due film. Nel 1949, con Al diavolo la celebrità fece il suo esordio alla regia dirigendo otto film in collaborazione con Mario Monicelli, già suo compagno di sceneggiature sin dall'immediato dopoguerra. A partire dal 1952, con Totò a colori firmò da solo le sue pellicole.

Nei trent'anni seguenti, specializzatosi nel prediletto cinema comico, diresse un grande numero di film che ottennero spesso grandi successi con attori cari al grande pubblico, tra i quali quelli più grandi, Totò e Alberto Sordi, ma anche Aldo Fabrizi, Renato Rascel, Peppino De Filippo, Nino Taranto, Erminio Macario, le coppie Tognazzi-Vianello e Franchi-Ingrassia, Johnny Dorelli, Bud Spencer, Lando Buzzanca, Lino Banfi, Gigi Proietti, Enrico Montesano, Renato Pozzetto, Paolo Villaggio e Diego Abatantuono, nonché attrici celebri quali Marisa Allasio, Brigitte Bardot, Sylva Koscina, Edwige Fenech, Sophia Loren, Ornella Muti, Monica Vitti, Mariangela Melato, Stefania Sandrelli e tante altre.
I titoli dei film da lui diretti hanno segnato un'epoca. Regista ironico e, a volte, dissacrante, subì nel 1954 anche una disavventura censoria con la commedia "galante" Le avventure di Giacomo Casanova, ritirata dagli schermi e rimessa in circolazione dopo numerosi tagli. Una versione restaurata di questa pellicola è stata presentata in una sezione collaterale della 62ª Mostra del Cinema di Venezia.
Negli anni settanta e ottanta ottenne ancora consensi con il notevole La polizia ringrazia, interpretato da Enrico Maria Salerno e capostipite della serie definita "poliziottesca", e dirigendo Bud Spencer nei quattro film della serie di "Piedone" e nei sei film per la televisione della serie Big Man, lasciati incompiuti a causa della sua improvvisa scomparsa dovuta a un ictus cerebrale. Il suo ultimo lavoro per il grande schermo fu Animali metropolitani, un film uscito postumo che non riscosse particolari consensi e venne giudicato un ritratto pessimista per la visione negativa che aveva dell'essere umano del futuro. Nel 1993 Sellerio ha pubblicato Sotto le stelle del 44, diario che Steno ha tenuto durante la guerra. Il volume è stato rieditato nel 2017 da Rubbettino.
Morto all'età di 71 anni, Steno è sepolto nel cimitero Flaminio di Roma.

### Vita privata
Sposato con Maria Teresa Nati, fu il padre dei fratelli Enrico e Carlo Vanzina, entrambi entrati con successo nel mondo del cinema, il primo come sceneggiatore, il secondo come regista e produttore. Come ricordato più volte dal figlio Enrico (per esempio in Una famiglia italiana), Steno era politicamente simpatizzante liberale.

## Filmografìa

### Regista
- Totò cerca casa (1949) – co-regia con Mario Monicelli
- Al diavolo la celebrità (1949) – co-regia con Mario Monicelli
- Vita da cani (1950) – co-regia con Mario Monicelli
- È arrivato il cavaliere (1950) – co-regia con Mario Monicelli
- Guardie e ladri (1951) – co-regia con Mario Monicelli
- Totò e i re di Roma (1951) – co-regia con Mario Monicelli
- Totò e le donne (1952) – co-regia con Mario Monicelli
- Totò a colori (1952)
- Le infedeli (1953) – co-regia con Mario Monicelli
- L'uomo, la bestia e la virtù (1953)
- Cinema d'altri tempi (1953)
- Un giorno in pretura (1953)
- Un americano a Roma (1954)
- Le avventure di Giacomo Casanova (1954)
- Piccola posta (1955)
- Mio figlio Nerone (1956)
- Susanna tutta panna (1957)
- Femmine tre volte (1957)
- Guardia, ladro e cameriera (1958)
- Mia nonna poliziotto (1958)
- Totò nella luna (1958)
- Totò, Eva e il pennello proibito (1959)
- I tartassati (1959)
- Tempi duri per i vampiri (1959)
- Un militare e mezzo (1960)
- Letto a tre piazze (1960)
- A noi piace freddo...! (1960)
- Psycosissimo (1961)
- I moschettieri del mare (1961)
- La ragazza di mille mesi (1961)
- Totò diabolicus (1962)
- Copacabana Palace (1962)
- I due colonnelli (1963)
- Totò contro i quattro (1963)
- Gli eroi del West (1963)
- I gemelli del Texas (1964)
- Un mostro e mezzo (1964)
- Letti sbagliati (1965)
- Rose rosse per Angelica (1966)
- Amore all'italiana (1966)
- La feldmarescialla - Rita fugge... lui corre... egli scappa (1967)
- Arrriva Dorellik (1967)
- Capriccio all'italiana, episodio Il mostro della domenica (1968)
- Il trapianto (1969)
- Cose di Cosa Nostra (1971)
- Il vichingo venuto dal sud (1971)
- La polizia ringrazia (1971)
- Il terrore con gli occhi storti (1972)
- L'uccello migratore (1972)
- Anastasia mio fratello (1973)
- Piedone lo sbirro (1973)
- La poliziotta (1974)
- Piedone a Hong Kong (1975)
- Il padrone e l'operaio (1975)
- Febbre da cavallo (1976)
- L'Italia s'è rotta (1976)
- Tre tigri contro tre tigri (1977) – co-regia con Sergio Corbucci
- Doppio delitto (1977)
- Piedone l'africano (1978)
- Amori miei (1978)
- Dottor Jekyll e gentile signora (1979)
- La patata bollente (1979)
- Piedone d'Egitto (1980)
- Fico d'India (1980)
- Quando la coppia scoppia (1981)
- Il tango della gelosia (1981)
- Dio li fa poi li accoppia (1982)
- Banana Joe (1982)
- Sballato, gasato, completamente fuso (1982)
- Bonnie e Clyde all'italiana (1983)
- Mani di fata (1983)
- Mi faccia causa (1984)
- Animali metropolitani (1987)
- L'ombra nera del Vesuvio – miniserie TV (1987)
- Big Man – miniserie TV, 5 episodi (1987-1988)

### Collaborazioni
- Eravamo sette vedove, regia di Mario Mattoli (1938) – sceneggiatura
- Lo vedi come sei... lo vedi come sei?, regia di Mario Mattoli (1939) – sceneggiatura e aiuto regista
- 1000 km al minuto!, regia di Mario Mattoli (1940) – aiuto regista
- Abbandono, regia di Mario Mattoli (1940) – soggetto, sceneggiatura e aiuto regista
- Il pirata sono io!, regia di Mario Mattoli (1940) – sceneggiatura, dialoghi e aiuto regista
- Non me lo dire!, regia di Mario Mattoli (1940) – soggetto e sceneggiatura
- Luce nelle tenebre, regia di Mario Mattoli (1941) – aiuto regista
- La scuola dei timidi, regia di Carlo Ludovico Bragaglia (1941) – sceneggiatura e aiuto regista
- C'è un fantasma nel castello, regia di Giorgio Simonelli (1941) – sceneggiatura
- La donna è mobile, regia di Mario Mattoli (1942) – soggetto
- Labbra serrate, regia di Mario Mattoli (1942) – soggetto e sceneggiatura
- Soltanto un bacio, regia di Giorgio Simonelli (1942) – attore
- Violette nei capelli, regia di Carlo Ludovico Bragaglia (1942) – aiuto regista e attore
- Quarta pagina, regia di Nicola Manzari (1942) – sceneggiatura)
- L'avventura di Annabella (1943), regia di Leo Menardi (1943) – soggetto e sceneggiatura
- Due cuori fra le belve, regia di Giorgio Simonelli (1943) – sceneggiatura
- Non canto più, regia di Riccardo Freda (1943) – soggetto e sceneggiatura
- Romanzo a passo di danza, regia di Giancarlo Cappelli (1943) – soggetto e sceneggiatura
- Il viaggio del signor Perrichon, regia di Paolo Moffa (1943) – sceneggiatura
- Quartieri alti, regia di Mario Soldati (1944) – sceneggiatura
- Tutta la città canta, regia di Riccardo Freda (1944) – soggetto e sceneggiatura
- Dieci minuti di vita, regia di Leo Longanesi (1944) – sceneggiatura, completato da Nino Giannini con il titolo Vivere ancora
- La vita ricomincia, regia di Mario Mattoli (1945) – sceneggiatura e aiuto regista
- Aquila nera, regia di Riccardo Freda (1946) – sceneggiatura
- L'angelo e il diavolo, regia di Mario Camerini (1946) – sceneggiatura
- Come persi la guerra, regia di Carlo Borghesio (1947) – sceneggiatura
- Il corriere del re, regia di Gennaro Righelli (1947) – sceneggiatura
- I due orfanelli, regia di Mario Mattoli (1947) – soggetto e sceneggiatura
- La figlia del capitano, regia di Mario Camerini (1947) – sceneggiatura
- I miserabili, regia di Riccardo Freda (1947) – sceneggiatura
- Lo sciopero dei milioni, regia di Raffaello Matarazzo (1947) – sceneggiatura
- Follie per l'opera, regia di Mario Costa (1947) – soggetto e sceneggiatura
- Il cavaliere misterioso, regia di Riccardo Freda (1948) – soggetto e sceneggiatura
- L'eroe della strada, regia di Carlo Borghesio (1948) – soggetto e sceneggiatura
- Fifa e arena, regia di Mario Mattoli (1948) – soggetto e sceneggiatura
- Totò al Giro d'Italia, regia di Mario Mattoli (1948) – sceneggiatura
- Vespro siciliano, regia di Giorgio Pàstina (1949) – sceneggiatura
- Botta e risposta, regia di Mario Soldati (1949) – soggetto e sceneggiatura
- Come scopersi l'America, regia di Carlo Borghesio (1949) – sceneggiatura
- Il conte Ugolino, regia di Riccardo Freda (1949) – sceneggiatura
- Il lupo della Sila, regia di Duilio Coletti (1949) – soggetto e sceneggiatura
- I pompieri di Viggiù, regia di Mario Mattoli (1949) – soggetto e sceneggiatura
- Quel bandito sono io, regia di Mario Soldati (1949) – sceneggiatura
- Il brigante Musolino, regia di Mario Camerini (1950) – soggetto
- L'inafferrabile 12, regia di Mario Mattoli (1950) – sceneggiatura
- Accidenti alle tasse!!, regia di Mario Mattoli (1951) – soggetto e sceneggiatura
- Vendetta... sarda, regia di Mario Mattoli (1951) – soggetto e sceneggiatura
- Anema e core, regia di Mario Mattoli (1951) – sceneggiatura
- Amo un assassino, regia di Baccio Bandini (1951) – soggetto e sceneggiatura
- Core 'ngrato, regia di Guido Brignone (1951) – soggetto
- È l'amor che mi rovina, regia di Mario Soldati (1951) – soggetto e sceneggiatura
- Tizio Caio Sempronio, regia di Marcello Marchesi, Vittorio Metz e Alberto Pozzetti (1951) – sceneggiatura
- Napoleone, regia di Carlo Borghesio – (1951) – sceneggiatura
- O.K. Nerone, regia di Mario Soldati (1951) – soggetto e sceneggiatura
- 5 poveri in automobile, regia di Mario Mattoli (1952) – sceneggiatura
- Don Lorenzo, regia di Carlo Ludovico Bragaglia (1952) – soggetto e sceneggiatura
- Ragazze da marito, regia di Eduardo De Filippo (1952) – soggetto e sceneggiatura
- Ci troviamo in galleria, regia di Mauro Bolognini (1953) – sceneggiatura
- Io sono la primula rossa, regia di Giorgio Simonelli (1954) – sceneggiatura
- Totò, Peppino e le fanatiche, regia di Mario Mattoli (1958) – soggetto e sceneggiatura
- Totò, Peppino e... la dolce vita, regia di Sergio Corbucci (1961) – soggetto
- Le bambole, episodio Il trattato di eugenetica, regia di Luigi Comencini (1964) – sceneggiatura
- Le belle famiglie, regia di Ugo Gregoretti (1964) – sceneggiatura
- Delitto quasi perfetto, regia di Mario Camerini (1965) – soggetto
- Le piacevoli notti, regia di Armando Crispino e Luciano Lucignani (1966) – sceneggiatura
- L'arcangelo, regia di Giorgio Capitani (1969) – sceneggiatura
- Germania 7 donne a testa, regia di Stanislao Nievo e Paolo Cavallina (1970) – soggetto e sceneggiatura
- Basta guardarla, regia di Luciano Salce (1970) – sceneggiatura
- Armiamoci e partite!, regia di Nando Cicero (1971) – soggetto
- Speed Cross, regia di Stelvio Massi (1979) – soggetto e sceneggiatura
- Italian Fast Food, regia di Lodovico Gasparini (1986) – soggetto

## Radio Rai
- Belzebù, rivista settimanale di attualità di Age, Steno e Vittorio Metz, regia di Nino Meloni, trasmesso gennaio 1947.
- Abracadabra, rivista di Metz, Steno e Age, regia di Nino Meloni, Compagnia del Teatro comico di Radio Roma, orchestra Mario Vallini (1947)
- Viva il teatro, rivista radiofonica di Steno, regia di Nino Meloni, orchestra di Mario Vallini, trasmessa il 7 dicembre 1947.
- Viva il cinema, rivista di Steno, regia di Lorenzo Ferrero, compagnia di rivista di Radio Torino, trasmessa il 25 febbraio 1948.
- La girandola, radiodivertimento a cura di Marcello Marchesi e Steno, regia di Franco Rossi, Compagnia del Teatro comico di Roma, orchestra di Nello Segurini (1948)
- Il bilione, varietà settimanale di Agenore Incrocci, Marchesi e Steno, regia di Nino Meloni, Compagnia del Teatro comico di Roma, orchestra di Mario Vallini (1947 1948)
- Enciclopedia della Radio, varietà di Steno e Vignotti, regia di Silvio Gigli, trasmessa il 12 ottobre 1952.

## Opere letterarie
- Sotto le stelle del 44, Sellerio, 1993.

## Omaggi
- Il comune di Aprilia gli ha dedicato una via nel nuovo quartiere di Guardapasso.
- Nel 2008, vent'anni dopo la sua scomparsa, viene presentato alla Festa del Cinema di Roma il documentario a lui dedicato Steno, genio gentile.